# PFK Vidima-Rakovski Sevlievo
Vidima-Rakovski (bulgară Видима-Раковски) este un club de fotbal din Sevlievo, Bulgaria. Echipa a fost fondată în 1922, iar în acest moment joacă în prima divizie a campionatului Bulgariei.

## Lotul curent
La 24 iulie 2010
| Nr. |          | Poziție | Jucător              |
| --- | -------- | ------- | -------------------- |
| 1   | Bulgaria | P       | Plamen Iliev         |
| 2   | Bulgaria | A       | Kostadin Adjov       |
| 3   | Bulgaria | F       | Samet Așimov         |
| 4   | Bulgaria | F       | Borislav Ghiulemetov |
| 5   | Bulgaria | M       | Georgi Stoicev       |
| 6   | Bulgaria | F       | Traian Traianov      |
| 7   | Bulgaria | M       | Nikolai Țvetkov      |
| 8   | Bulgaria | M       | Vladimir Pekin       |
| 9   | Bulgaria | A       | Nikolai Vladinov     |
| 10  | Bulgaria | M       | Atanas Vargov        |
| 11  | Bulgaria | A       | Vladimir Vladimirov  |
| 13  | Bulgaria | M       | Dobri Dobrev         |

| Nr. |          | Poziție | Jucător                                 |
| --- | -------- | ------- | --------------------------------------- |
| 14  | Bulgaria | F       | Aleksandăr Branekov                     |
| 15  | Bulgaria | M       | Anghel Rusev                            |
| 16  | Bulgaria | P       | Dimităr Pantev                          |
| 17  | Bulgaria | A       | Anatoli Todorov                         |
| 19  | Bulgaria | A       | Emil Stoev                              |
| 20  | Bulgaria | M       | Stanimir Andonov                        |
| 21  | Bulgaria | F       | Zdravko Stankov                         |
| 23  | Bulgaria | M       | Stanislav Ivanov                        |
| 24  | Bulgaria | F       | Atanas Pașkulev                         |
| 25  | Bulgaria | F       | Țvetomir Panov (loan from Litex Lovech) |
| 29  | Bulgaria | M       | Vasil Velev                             |